# 伊莉莎白·克莉絲汀·烏爾里克

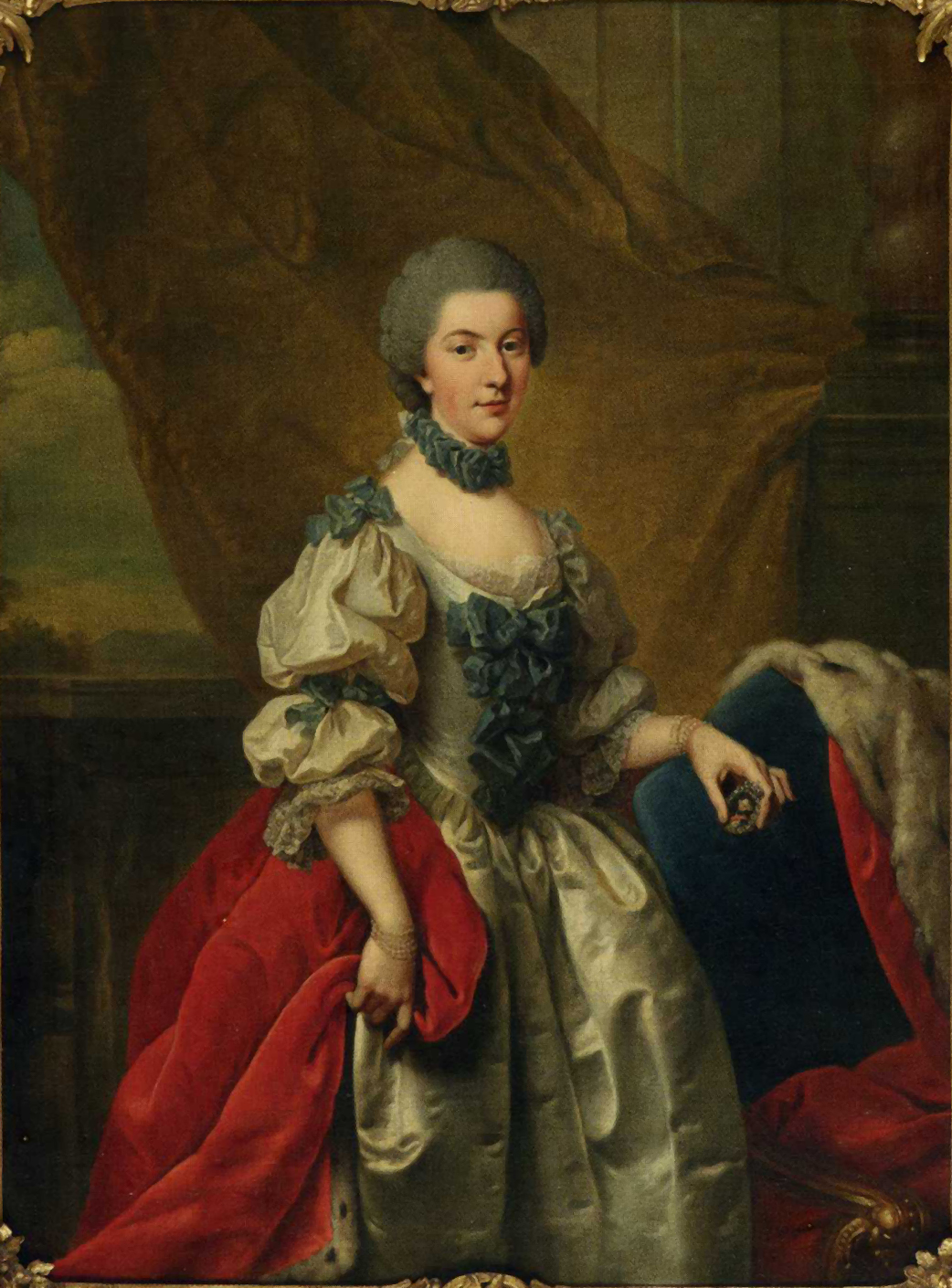
伊莉莎白·克莉絲汀·烏爾里克

伊莉莎白·克莉絲汀·烏爾里克（德語：Elisabeth Christine Ulrike，1746年11月8日—1840年2月18日），普魯士王儲妃，不倫瑞克-沃爾芬比特爾公爵卡爾一世的女兒。
1765年，伊莉莎白·克莉絲汀·烏爾里克與腓特烈大帝的姪子兼繼承人腓特烈·威廉結婚，兩人的獨女弗蕾德里克·夏洛特於1767年出生。1769年兩人離婚。
伊丽莎白·克莉絲汀首先被放逐到库斯特林要塞，后来作为政治犯被软禁在斯特廷公爵城堡由其堂叔布伦瑞克·贝伯恩的奥古斯都·威廉公爵照看。她失去了Royal Highness的头衔，被授予了Serene Highness的头衔。后来她习惯了软禁中的生活方式，被释放后也拒绝了，1840年在斯特廷去世。